# ステファノ・ガルゼッリ
ステファノ・ガルゼッリ（Stefano Garzelli、1973年7月16日- ）は、イタリア、ヴァレーゼ出身の元自転車競技ロードレース選手。

## 経歴

### 1996年
- ピッコロ・ジロ・ディ・ロンバルディア優勝。

### 1997年
- マルコ・パンターニ擁するメルカトーネ・ウノ＝ビアンキと契約を結びプロ転向。
- パンターニのアシストとしての役割を果たす傍ら、同年のジロ・デ・イタリア（以下、ジロ）に出場し総合9位と健闘。

### 1998年
- ジロ総合21位。
- ツール・ド・スイスでは、第4、第5ステージを連覇し、総合優勝を果たす。

### 1999年
- ティレーノ〜アドリアティコ総合3位
- GP・ミゲル・インドゥライン優勝
- ツール・ド・フランスに初出場（総合32位）。

### 2000年
- 第18ステージを制覇した他、第20ステージ終了後にマリア・ローザを獲得。最後はフランチェスコ・カーザグランデ、ジルベルト・シモーニとの競り合いを制して、同年のジロ総合優勝を果たす。

### 2001年
- パオロ・ベッティーニ、オスカル・フレイレも在籍（ガルゼッリを加えてマペイのビッグスリーとも称された）しており、当時最強の自転車チームと評されていたマペイ・クイックステップに移籍した。

### 2002年
- ジロにおいて、第2～第5ステージまでマリア・ローザを堅持したが、第9ステージ終了後にマペイチーム全体にドーピング疑惑が伝えられ、監督のジョルジョ・スクインツィが、利尿薬とプロベニシドの使用が発覚したという理由につき、ガルゼッリをレースから除外したことで一件落着させた。加えて同年5月21日、マペイはガルゼッリとの契約を打ち切った。

### 2003年
- ヴィーニ・カルディローラ＝サウニエル・ドゥバル（後のジェオックス・TMC）に移籍。
- ジロでは第7ステージを制し、ジルベルト・シモーニに次いで総合2位に入った。

### 2004年
- ジロ 総合6位

### 2005年
- リクイガス（後のリクイガス・キャノンデール）に移籍。
- ツール・ド・ロマンディでポイント賞を獲得
- トレ・ヴァッリ・ヴァレジーネ 優勝

### 2006年
- ルント・ウム・デン・ヘニンガー＝トゥルム 優勝
- トレ・ヴァッリ・ヴァレジーネを優勝。

### 2007年
- アクア&サポーネ＝カッフェ・モカンボ（後のアクア & サポーネ）に移籍。
- ジロ第14、16ステージを勝利（総合16位）。

### 2009年
- ティレーノ〜アドリアティコ総合2位
- ジロでは、山岳賞を獲得した他、タイムトライアルでも健闘が光り、総合7位に食い込んだ。

### 2010年
- ティレーノ〜アドリアティコ第6ステージ終了時点で、総合首位のミケーレ・スカルポーニに2秒差の総合2位につけ、最終第7ステージを迎えたが、残り40km及び20km地点に設けられたボーナスタイムを利してスカルポーニと同タイムゴールを果たし全区間を終了。そして全区間通じ、区間順位成績がスカルポーニよりも上回ったことから逆転で総合優勝を果たし[1]、加えて同レースのポイント賞も獲得。
- ジロ・デ・イタリアでは、山岳タイムトライアルの第16ステージを制した。

### 2011年
- ジロ・デ・イタリアで通算2度目の山岳賞を獲得し、アルベルト・コンタドールの主要3部門（総合、ポイント、山岳）独占を阻止した。

### 2013年
- ヴィーニ・ファンティーニ＝セッレ・イタリアに移籍。同年引退。

2014年はネーリ・セットーリ、2015年から2019年まで古巣のNIPPO・ヴィーニ・ファンティーニのアシスタント・スポーツディレクターを務めた。
また、「グランフォンド・ステファノ・ガルゼッリ」と自身の名が冠されたグランフォンドイベントがバレンシア州で行われている。